# Malwarebytes Inc.
Malwarebytes Inc. ist eine US-amerikanische IT-Sicherheitsfirma aus Santa Clara, die die Softwarelösung Malwarebytes zur Identifizierung und Beseitigung von Schadsoftware für die Betriebssysteme Windows, Android und macOS anbietet. 2017 erwirtschaftete Malwarebytes Inc. einen Umsatz von 126,2 Millionen US-Dollar.

## Geschichte
Malwarebytes wurde am 21. Januar 2008 von Marcin Kleczynski und Bruce Harrison gegründet. Die Ursprünge des Unternehmens reichen jedoch bis ins Jahr 2004 zurück, als Kleczynski sich nach eigener Aussage selbst das Programmieren beibrachte, nachdem sein Computer durch eine Schadsoftware befallen worden war.
Im Jahr 2011 erwarb Malwarebytes das Unternehmen "HPhosts", das Websites und Ad-Server auf eine schwarze Liste setzt. Im Juni 2015 gab das Unternehmen bekannt, dass es seinen Hauptsitz vom 10 Almaden Boulevard in San Jose, Kalifornien, in ein neues, 4800 m² großes Büro in den beiden obersten Etagen des 12-stöckigen Freedom Circle 3979 im US-Bundesstaat Kalifornien verlegt. Bis 2015 hatte Malwarebytes weltweit über 250 Millionen Computer und über fünf Milliarden Malware-Bedrohungen behoben. Aktuell hat Malware Bytes über 700 Beschäftigte in 18 Ländern.
Neben dem Hauptsitz in Santa Clara, Kalifornien hat das Unternehmen Dependancen in Clearwater, Florida, Cork in Irland, Tallinn in Estland und in Singapur.